# 순흥 김씨
순흥 김씨(順興金氏)는 경상북도 영주시 순흥면을 본관으로 하는 한국의 성씨이다.
시조 김함일(金咸逸)은 신라 경순왕의 후손으로, 조선의 정랑을 지냈다.

## 참고 자료
- “순흥김씨(順興金氏)”. 뿌리를 찾아서.[깨진 링크(과거 내용 찾기)]